# Campedello
Campedello è una frazione del comune italiano di Vicenza, la prima lungo la strada provinciale della Riviera Berica.

## Geografia

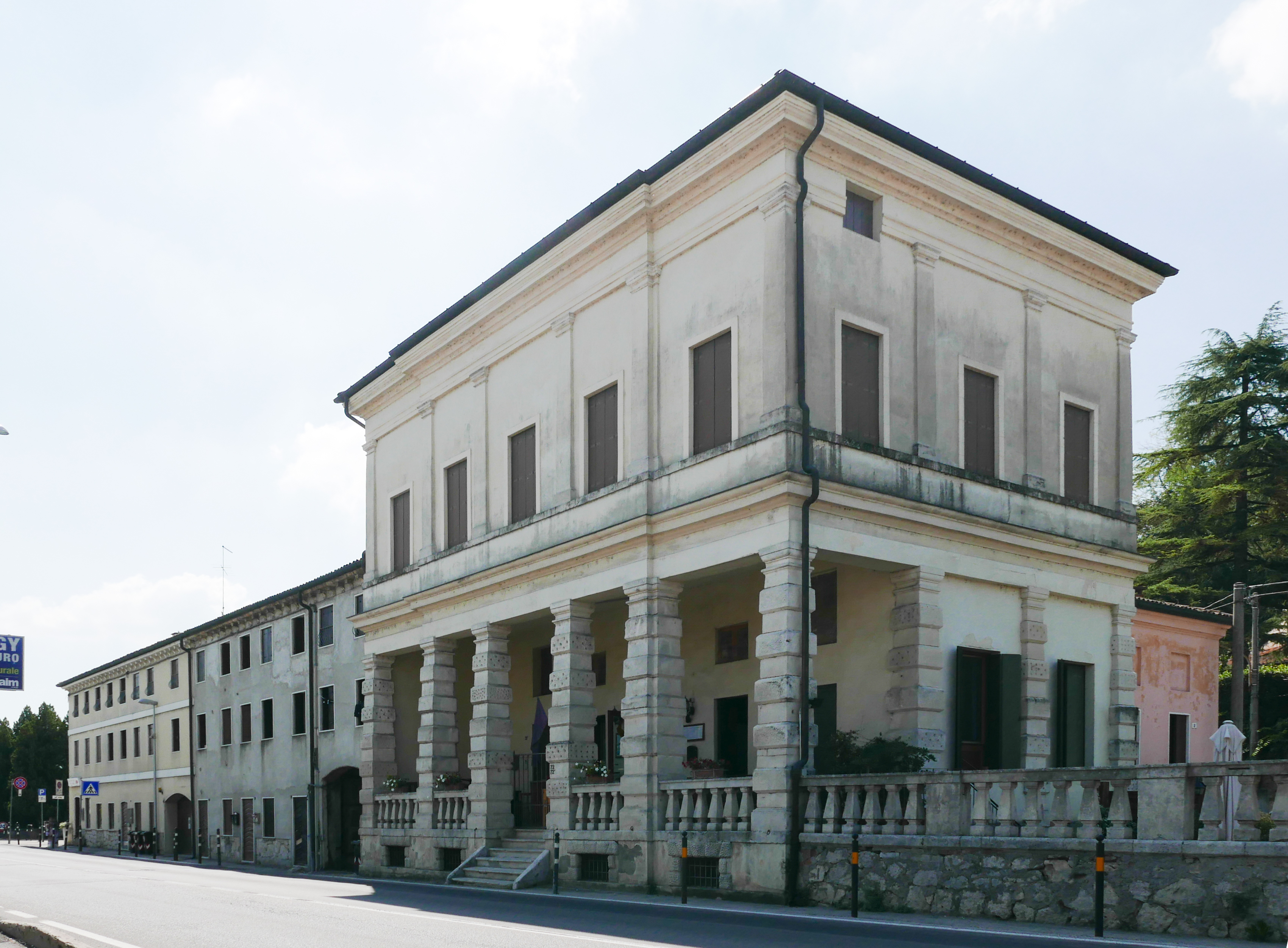
Riviera Berica - Canton del Galo

La frazione di Campedello è delimitata a nord da via della Rotonda che va dall'Hosteria al Gallo alla Valletta del Silenzio, a est da un tratto del Bacchiglione che la separa dalla frazione di Casale, a sud dal tratto dell'autostrada A4 che la divide dalla frazione di Longara, a ovest dai Colli Berici.
La presenza, nella parte più settentrionale, della Villa Capra detta la Rotonda ha impedito una contiguità di sviluppo dell'abitato con la parte suburbana del vicino Borgo Berga, aiutandolo peraltro a mantenere un'identità.

### Toponimo
Il toponimo sembra riferirsi a "campeelo" "piccolo campo", cioè radura, luogo non coltivato, spazio libero da vegetazione; potrebbe riferirsi alla vicinanza del Bacchiglione e alle aree di straripamento del fiume.

### La Valletta del Silenzio

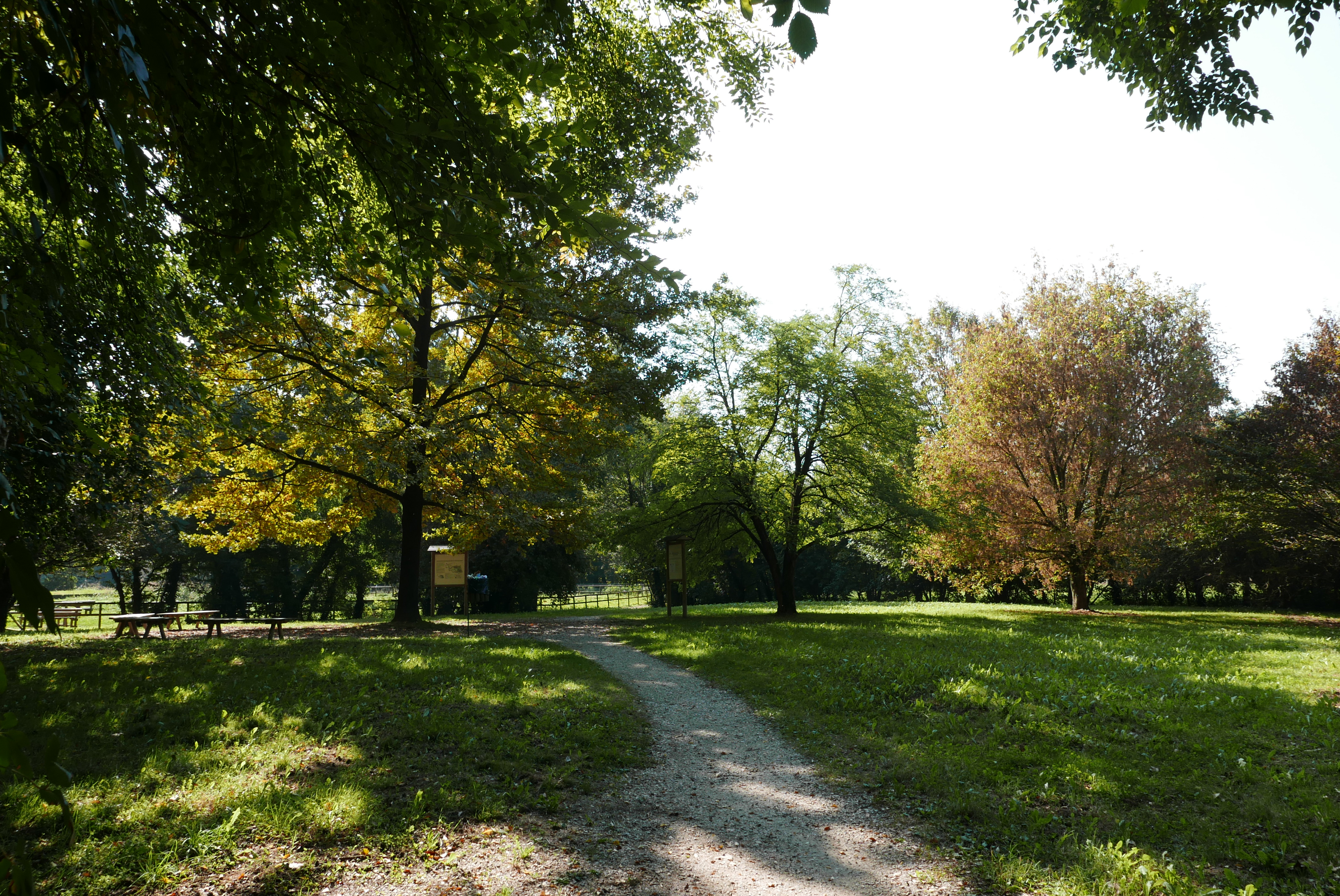
Oasi Valletta del Silenzio

È un'area protetta di grande interesse per il patrimonio naturalistico, artistico e storico, caratterizzata dalla presenza di canali, siepi e filari di alberi, colture agricole tipiche della pianura veneta. Fa parte del SIC (Sito di Importanza Comunitaria) dei Colli Berici ed è stata compresa nel Piano D'Area dei Colli Berici, strumento di pianificazione regionale che ha lo scopo di tutelare zone di particolare interesse naturalistico-ambientale locale.
Essa comprende la vallata pianeggiante cinta ad arco dalle propaggini settentrionali dei Colli e dalla piccola altura su cui sorge villa Almerico Capra, proseguendo oltre tale rilievo fino alla Riviera Berica, lungo il corso del Bacchiglione; un contesto celebrato dal Palladio nei "Quattro Libri dell'architettura" come un "grande teatro", nel quale egli realizzò, con la Rotonda, una delle sue opere più geniali.
Fu Antonio Fogazzaro - che abitava nella casa di famiglia a San Bastiano nei pressi di villa Valmarana ai Nani - nel suo libro "Piccolo Mondo Moderno" pubblicato nel 1901 e qui ambientato, a chiamare quest'area la "Valle del Silenzio", oasi di calma appartata e verdeggiante, luogo evocativo e romantico.
Un ripido "sentiero natura" porta dalla Valletta al parco di Villa Guiccioli, sede del Museo del Risorgimento e della Resistenza.

## Storia

### Medioevo ed età moderna
I riferimenti più antichi sembrano essere i nomi di due contrade ancora esistenti, Porcila (Porciglia) e Ponzanum (Pozzan): il primo si trova nel Privilegio concesso nel 1185 dal vescovo di Vicenza Pistore ai canonici della cattedrale, confermato l'anno successiva da una bolla di papa Urbano III, il secondo in un testamento del 1316 e in un atto notarile del 1467.
Il nome di "Campedello" si trova nel testo di Conforto da Costozza che, anch'esso nel Trecento, cita un certo Giovanni da Campedello.
Altri nomi citati, in atti del Quattrocento, sono quelli di un Giacomo da Campedello priore del convento di Santa Corona a Vicenza, di una suor Justina de Campedelo nel monastero di Santa Chiara in Borgo Berga, di un Giovanni detto Cerchiaro che nel testamento ordinava di far dipingere un'immagine di Maria nella chiesa di Santa Caterina in Porto, all'inizio della Riviera Berica.
Secondo lo storico Giovanni Mantese, nel Seicento esisteva una chiesetta dedicata a Santa Maria in Campedello, località che stava diventando un piccolo centro abitato, chiesa di cui non è rimasta alcuna traccia.

### Epoca contemporanea

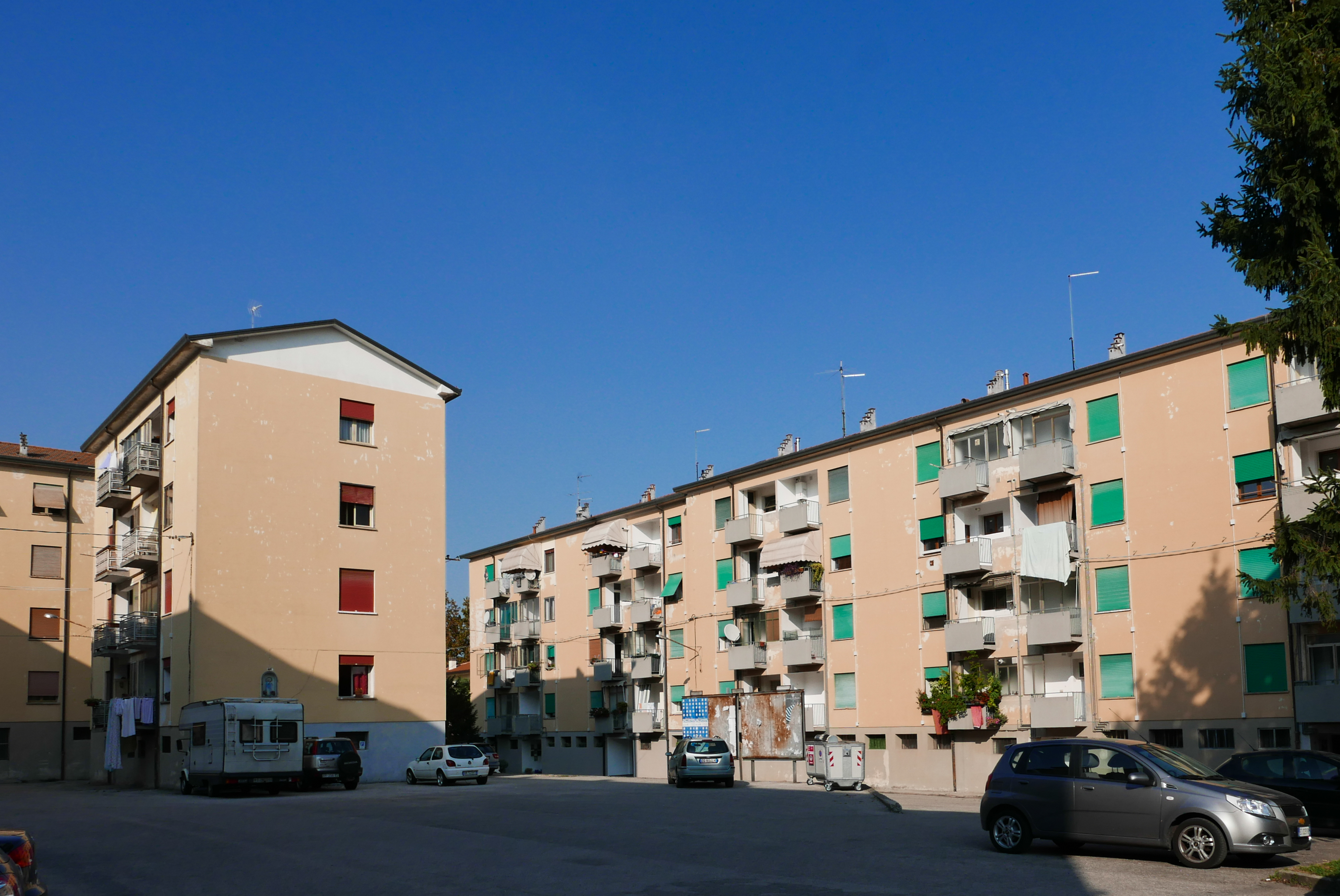
Villaggio Giuliano

Il 9 giugno 1848 Campedello fu teatro della repressione dei moti insurrezionali di Vicenza; qui si accamparono diversi reparti della fanteria austriaca che, il giorno seguente, conquistarono il colle Ambellicopoli, Monte Berico e la Rotonda, assoggettando così la città.
Sulla base degli stradari e delle mappe comunali, all'inizio del Novecento l'abitato era costituito da un ristretto numero di case lungo la strada della Riviera Berica e altre sparse in campagna. L'agricoltura rappresentava l'attività economica prevalente di questo territorio; vi erano anche una cava per l'estrazione di pietra con annessa fornace in via Porciglia e una cava per l'estrazione di sabbia presso Ca' Tosate vicino al Bacchiglione.
Durante la prima guerra mondiale sul territorio di Campedello spesso furono stanziati reparti italiani prima di essere inviati al fronte; vi fu anche un campo di raccolta di prigionieri austriaci e un campo di aviazione sussidiario dell'aeronautica militare.
Nei decenni successivi nacquero altre attività artigianali e commerciali, non molte però, dato il limitato sviluppo urbanistico. Durante il terzo decennio venne costruita la chiesa parrocchiale e, sotto l'aspetto religioso, Campedello assunse una propria identità staccandosi da Borgo Berga e da Longara.
Nel marzo 1944 un furioso bombardamento con lanci di spezzoni incendiari imperversò sull'abitato. Il 28 aprile 1945, durante la fuga dell'esercito tedesco, un reparto delle S.S. massacrò sei parrocchiani e sei civili sfollati.
Nel dopoguerra si ebbe un notevole incremento edilizio, e quindi della popolazione; in particolare venne costruito in via Bertolo il "Villaggio Giuliano" - un gruppo di fabbricati alti quattro piani con un'ampia corte centrale, per un totale di 104 appartamenti - dove, alla fine del 1955, vennero ad abitare alcune centinaia di esuli giuliani e dalmati, in precedenza ospiti per un decennio nel Collegio Cordellina in contrà Santa Maria Nova di Vicenza. Il Villaggio diede finalmente agli esuli la possibilità di vivere in un appartamento per ciascuna famiglia. Parecchie altre case vennero costruite anche nei due decenni successivi.

## Monumenti e luoghi d'interesse

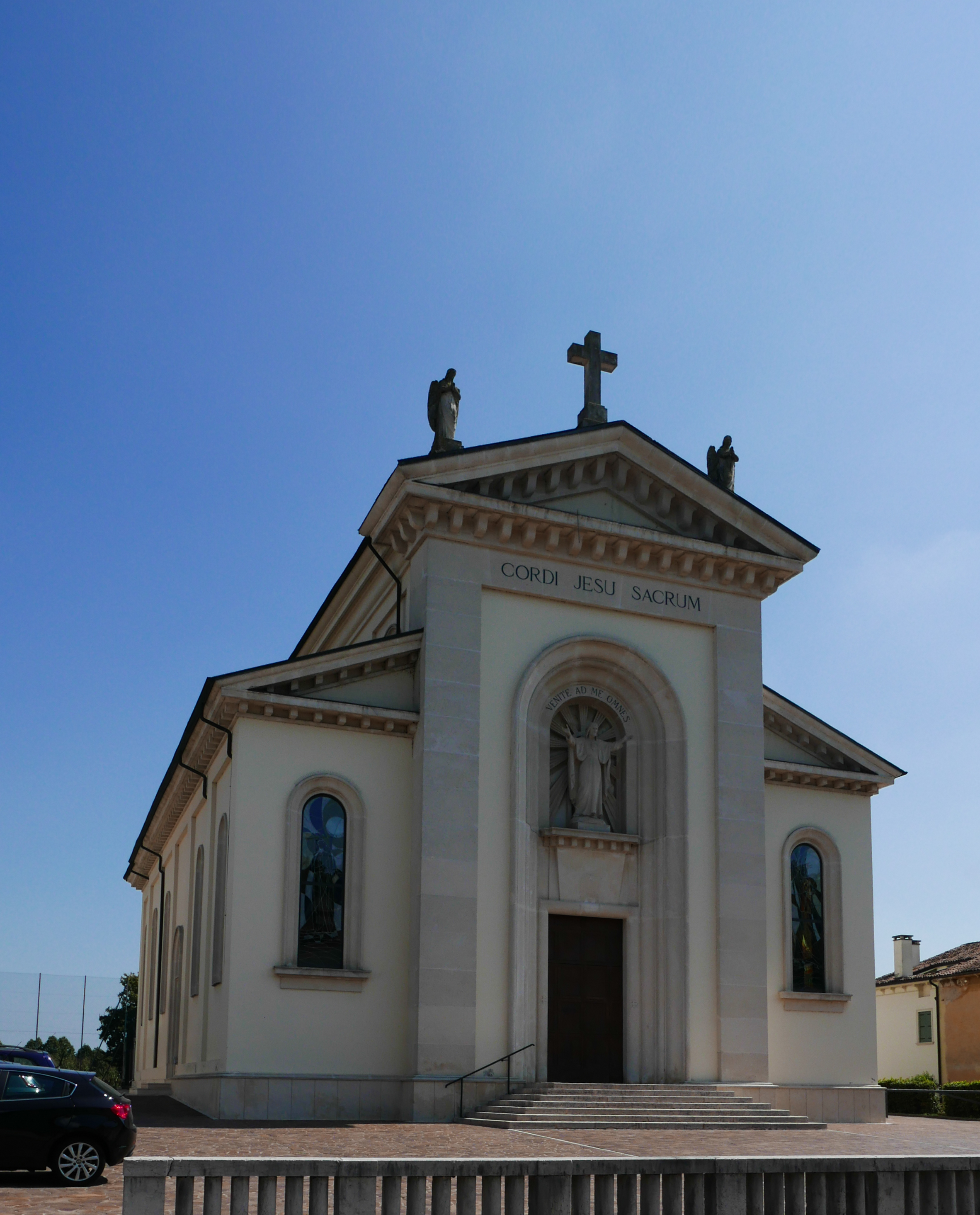
Chiesa parrocchiale

### Chiesa parrocchiale del Sacro Cuore di Gesù
Nel maggio 1933 fu benedetta la prima pietra della nuova chiesa di Campedello e alla fine dello stesso anno fu eretta una nuova curazia, indipendente dalla parrocchia di Santa Caterina di Borgo Berga. Dedicata al Sacro Cuore di Gesù, la chiesa fu inaugurata tre anni dopo e nel 1940 divenne sede di parrocchia autonoma.

### Ville
- Villa Capra detta la Rotonda

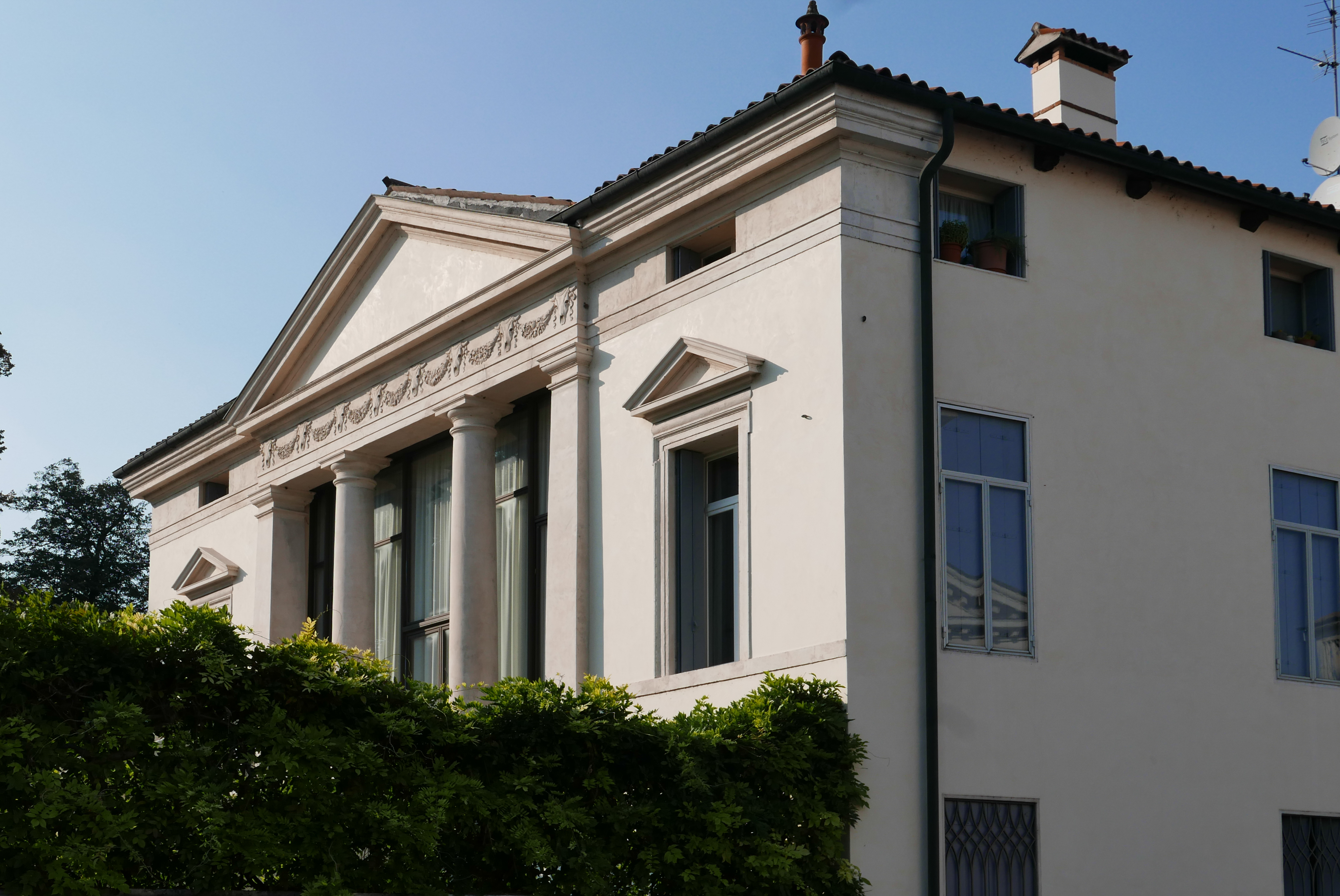
Villa Todaro

- Villa Pagello Boschetti, ora Rodighiero (in fondo ad una strada privata a est della Riviera Berica)

"Le graziose modanature dei fori e le bifore sovrapposte nei due piani superiori indicano questa villa come appartenente allo scorcio del XV secolo … una delle più integre del vicentino appartenenti all'epoca".
- Villa Todaro De Villata Boschetti, ora Dolcetta, sulla sinistra della Riviera Berica, davanti alla chiesa parrocchiale, con la facciata rivolta a sud.

"I Todaro - ricchi proprietari di filande e mercanti di seta - nel 1768 diedero incarico all'architetto vicentino Ottone Calderari di edificare questa villa. Il chiudersi del pronao dorico entro il coro della costruzione genera quel senso di freddezza che è tipico dei modi neoclassici".
- Villa Trissino Arsego ora Dal Lago, detta del Plebiscito, subito prima dell'autostrada.

"Una semplice costruzione del primo Cinquecento, condotta secondo modi ancora quattrocenteschi. Le finestre centinate del piano nobile verso la strada principale continuano sul fianco, dove però un tempo si apriva una loggia".

### Oasi naturalistica della Valletta del Silenzio

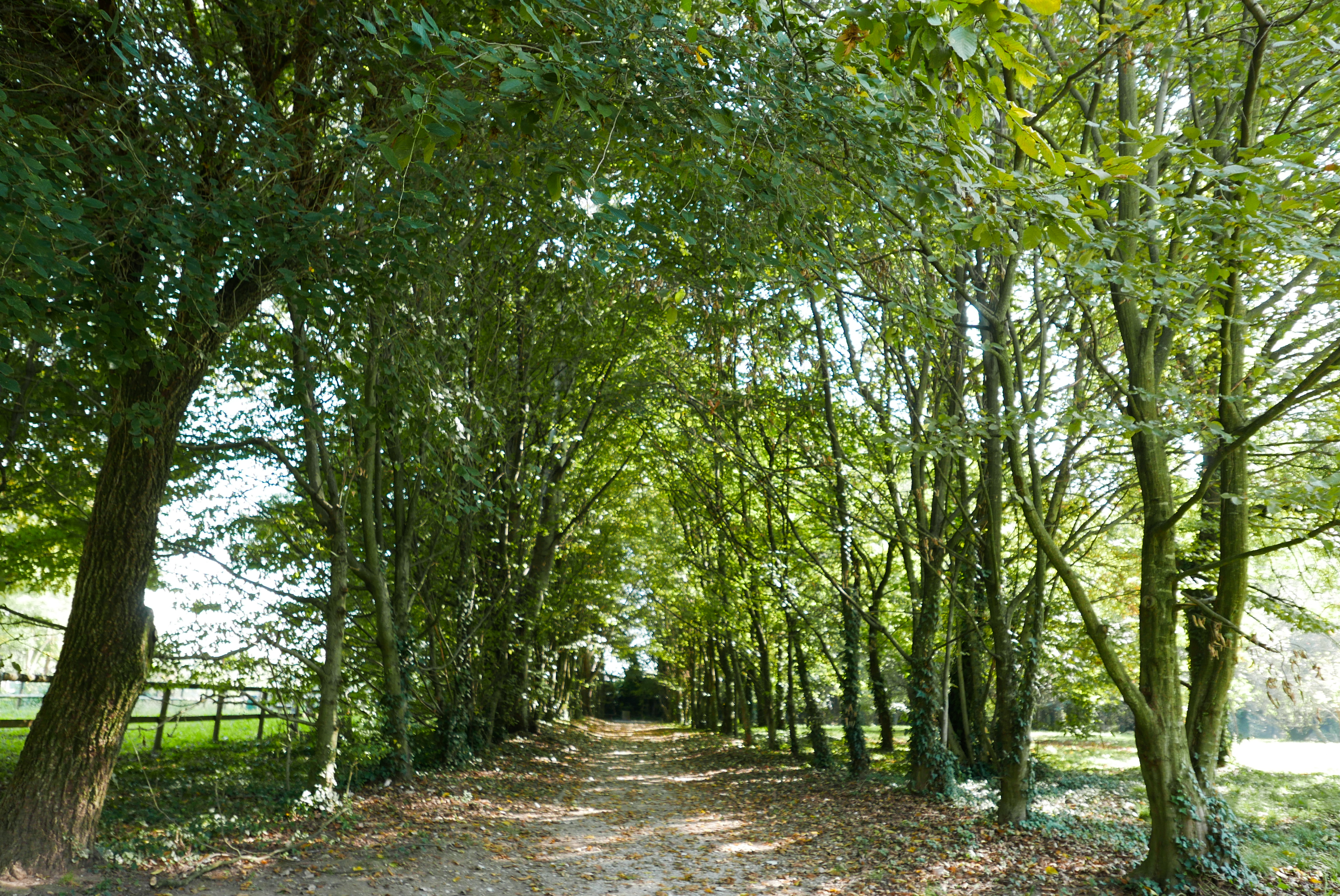
Oasi Valletta del Silenzio

All'interno della Valletta del Silenzio nel 1992 è stata realizzata - in un'area di proprietà comunale dove prima esisteva un vivaio - in collaborazione con il Corpo Forestale Regionale, l'Oasi naturalistica didattica "Valletta del Silenzio".
Il territorio dell’Oasi è stato sottoposto a un intervento di riqualificazione ambientale al fine di conservare e incrementare la biodiversità e di promuovere attività naturalistico - didattiche. Sono stati costituiti degli ambienti della campagna vicentina quali le siepi, il frutteto, il campo chiuso, la piantata padana, lo stagno e il bosco planiziale, creando anche dei percorsi accompagnati da pannelli didattici. Dopo quest'intervento, peraltro, per alcuni anni è mancato un piano di gestione e di manutenzione continua per cui molte parti si sono degradate o non hanno mantenuto le qualità didattiche ed evocative.
Nel 2015 all'interno dell'oasi sono stati progettati e realizzati degli orti urbani, nell'area prima occupata dalla cooperativa agricola che gestiva per il Comune la manutenzione del vivaio.

## Cultura
A Campedello vi sono la scuola per l'infanzia montessoriana “Casa dei bambini” e la scuola primaria "Pier Eleonoro Negri".

## Infrastrutture e trasporti
La frazione di Campedello è attraversata dalla strada provinciale 247 Riviera Berica (SP 247), che porta verso Noventa nel Basso Vicentino. Fino al 2009 era classificata come strada statale e percorsa da traffico intenso, parzialmente diminuito dopo il prolungamento dell'autostrada A31 che scorre ad essa parallela.
Per quasi un secolo il paese fu attraversato dalla Tranvia Vicenza-Noventa-Montagnana che offriva un servizio viaggiatori e merci tra la città di Vicenza e la parte meridionale della provincia. Aperta nel 1887 come tranvia a vapore a scartamento ridotto dalla Società Veneta, la linea fu ricostruita a scartamento ordinario a cura della Società Ferrovie Tramvie Vicentine (FTV), ammodernata nel tempo e poi chiusa nel 1979. Oggi la strada è servita da autolinee urbane, suburbane ed extraurbane di SVT.
A partire dagli anni ottanta, il sedime tranviario fu oggetto di un progetto di recupero come pista ciclabile della Riviera Berica, che collega Vicenza a Noventa Vicentina passando anche per Campedello.
Per molti secoli il fiume Bacchiglione è stata la più importante via di comunicazione tra Vicenza e Venezia, utilizzato per la navigazione e la pesca fino ai primi decenni del Novecento.